# Mary Norton
Kathleen Mary Norton de soltera Pearson (Londres, 10 de diciembre de 1903 – Bideford; 29 de agosto de 1992), conocida profesionalmente como Mary Norton, fue una autora inglesa de libros para niños. Es principalmente conocida por la serie de novelas de baja fantasía The Borrowers (Los incursores) (1952 a 1982), unas diminutas personas que viven en secreto en medio de la civilización humana contemporánea.
Norton ganó la Medalla Carnegie de 1952 concedida por The Library Association, reconociendo a Los incursores como el libro infantil más destacado del año escrito por un autor británico. Para el 70.º aniversario de la Medalla en 2007, fue nombrada una de las diez mejores obras ganadoras, seleccionada para formar parte de un panel para componer una lista para una elección pública del favorito de todos los tiempos. Las novelas de Norton The Magic Bed-Knob (1943) y Bonfires and Broomsticks (1945), las cuales fueron más tarde publicados como un solo libro bajo el título de Bed-Knob and Broomstick, fueron utilizadas en la adaptación cinematográfica  La bruja novata de Disney de 1971 .

## Biografía

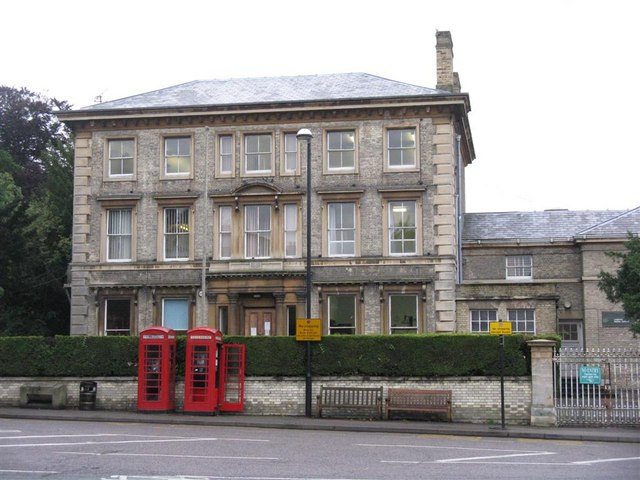
The Cedars, la casa de Norton hasta 1921 y el escenario de The Borrowers

Kathleen Mary Pearson nació el 10 de diciembre de 1903 en Londres (Inglaterra), era hija de un médico y creció en una enorme casa georgiana al final de High Street en Leighton Buzzard (Bedfordshire). La casa ahora forma parte del Leighton Middle School, conocida dentro de la escuela como The Old House, fue el escenario de su novela The Borrowers (Los incursores). Contrajo matrimonio con Robert Charles Norton el 4 de septiembre de 1926 y tuvo cuatro hijos, dos niños y dos niñas; su hijo, también llamado Robert Norton, se convirtió en impresor y ejecutivo de Microsoft. Su segundo esposo fue Lionel Bonsey, con quien se casó en 1970.
Vivió en Portugal desde 1927 hasta el estallido de la Segunda Guerra Mundial. En 1940, comenzó a trabajar para la Oficina de Guerra (War Office) antes de que la familia se mudara temporalmente a los Estados Unidos. Comenzó a escribir mientras trabajaba para la Comisión de Compras Británica en la ciudad de Nueva York durante la Segunda Guerra Mundial. Su primer libro fue The Magic Bed Knob; or, How to Become a Witch in Ten Easy Lessons, publicado por la editorial británica J.M. Dent en 1945. Su secuela Bonfires and Broomsticks siguió dos años más tarde y se reeditaron conjuntamente como Bed-Knob and Broomstick en 1957. Las historias se convirtieron en la base de la película de Disney de 1971 La bruja novata. Además de su faceta como escritora también se dedicó a la pintura y trabajó como actriz en el teatro Old Vic de Londres.
Durante sus últimos años, Norton vivió con su esposo en el pueblo de Hartland (Devon). Murió de un derrame cerebral en Bideford (Devon, Inglaterra), el 29 de agosto de 1992.

## Obras

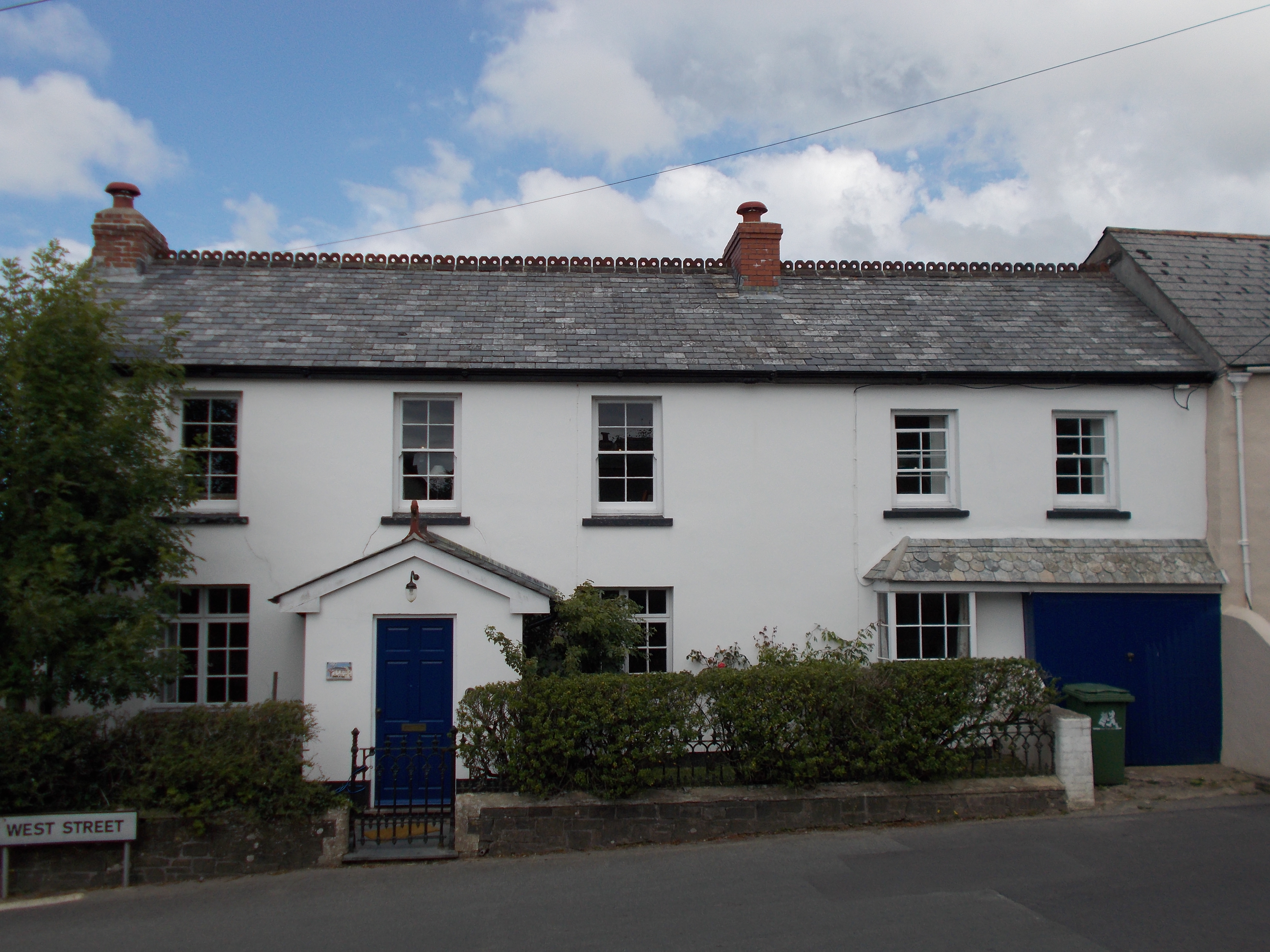
"Barrowers Cottage" en Hartland, North Devon, donde Norton pasó sus últimos años viviendo con su segundo marido, Lionel Bonsey.

Las primeras ediciones británicas de estas obras fueron libros de tapa dura publicados por J. M. Dent. La primera historia se había publicado previamente en los EE. UU. como The Magic Bed-Knob, un libro ilustrado con ilustraciones en color de Waldo Peirce.
- The Magic Bed Knob (1945)
- Bonfires and Broomsticks (1947)

La primera edición ómnibus fue Bed-Knob and Broomstick (Dent, 1957), con nuevas ilustraciones de Erik Blegvad. También se ha utilizado el título Bedknobs and Broomsticks, después de la adaptación cinematográfica de Disney de 1971.
- The Borrowers (1952) - Ganadora de la Medalla Carnegie.[9]
- The Borrowers Afield (1955).[10]
- The Borrowers Afloat (1959).[11]
- The Borrowers Aloft (1961).[12]
- Poor Stainless: A New Story About the Borrowers (1966).[13]
- Are All the Giants Dead? (1975) - sin relación con la serie de The Borrowers [14]
- The Borrowers Avenged (Viking Kestrel, 1982).[15]
- The Complete Borrowers Stories (1983) - edición ómnibus, excluyendo Poor Stainless, publicado con una introducción de la autora.
- Poor Stainless (Viking UK, 1994) - revisado como novelette con una breve nota de la autora.[16]

En España solo se han publicado las dos primeras novelas, en un único libro titulado Los incursores, publicado por la editorial Blackie Books.
En el Reino Unido, las primeras cuatro novelas de Los incursores fueron ilustradas por Diana Stanley y The Borrowers Avenged fue ilustrada por Pauline Baynes. En los Estados Unidos, las cinco novelas fueron ilustradas por Joe y Beth Krush. También han sido ilustrados por Ilon Wikland.
- The Bread and Butter Stories (1998): colección de cuentos para adultos, escritos para revistas.

## Adaptaciones de sus obras

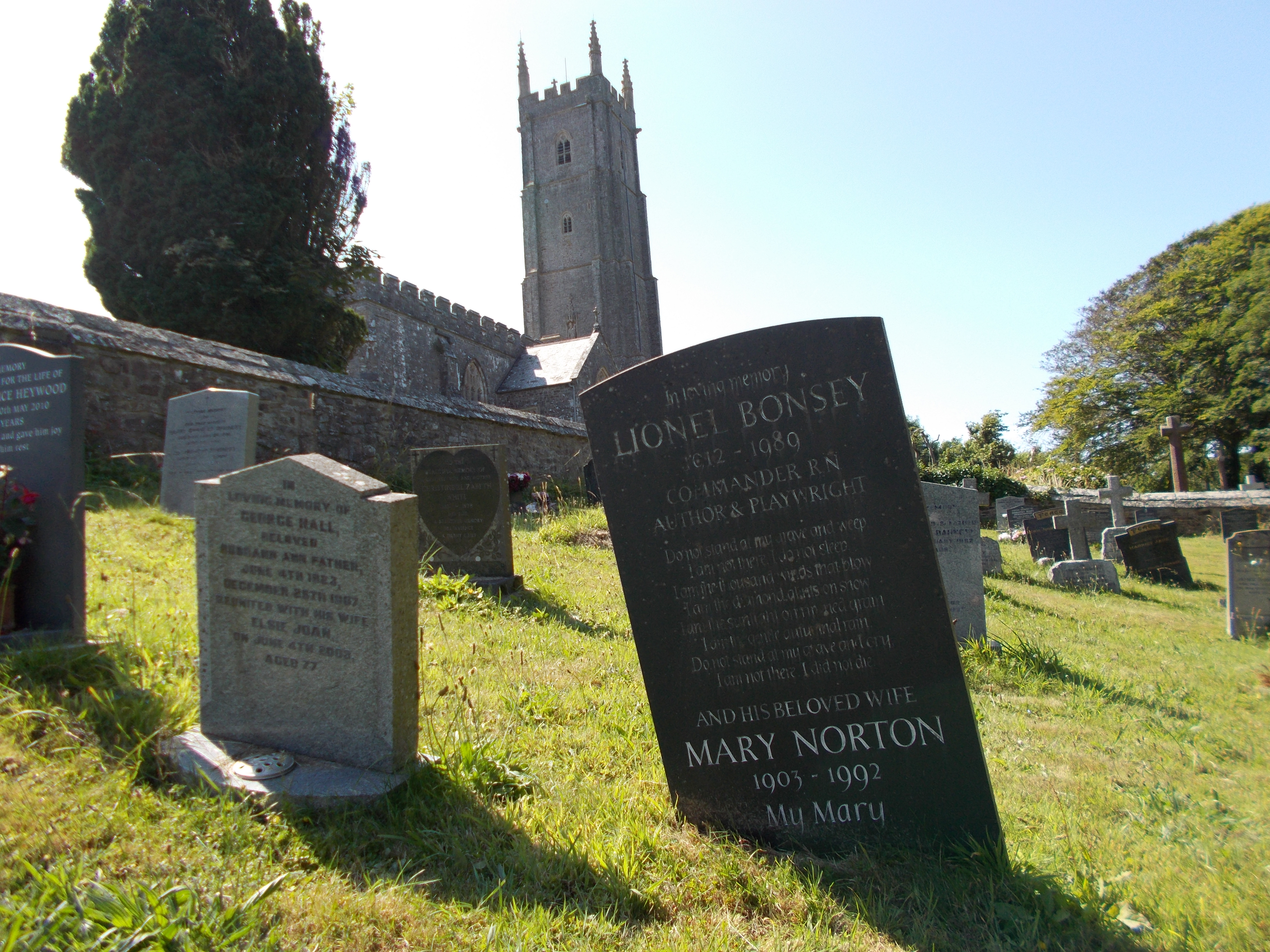
El lugar de descanso final de Mary Norton en el cementerio de la iglesia parroquial de Hartland (Devon). La inscripción en la lápida dice:
"No te quedes en mi tumba a llorar,
Yo no estoy ahí, yo no duermo.
Yo soy un millar de vientos que soplan,
Yo soy los reflejos de diamante en la nieve,
Yo soy el sol sobre el grano maduro,
Yo soy la suave lluvia de otoño.
No te quedes en mi tumba a llorar.
No estoy allí, no me morí".
(Extraído de un poema de Mary Elizabeth Frye.)

las novelas de Norton The Magic Bedknob; or, How to Become a Witch in Ten Easy Lessons and Bonfires and Broomsticks se adaptaron a la película Bedknobs and Broomsticks de Disney de 1971, protagonizada por Angela Lansbury y David Tomlinson.
Ha habido varias adaptaciones cinematográficas de la serie de novelas Los incursores:
- The Borrowers: una película para televisión estadounidense de 1973.
- The Borrowers: una serie de televisión de 1992 de la BBC y su secuela de 1993 The Return of the Borrowers, ambas protagonizadas por Ian Holm y Penelope Wilton.
- The Borrowers: una coproducción británica/americana protagonizada por Tom Felton, John Goodman, Jim Broadbent, Celia Imrie y Mark Williams.
- Arrietty y el mundo de los diminutos: una película japonesa de animación de 2010 del Studio Ghibli.
- The Borrowers: una película británica de 2011 protagonizada por Stephen Fry, Victoria Wood y Christopher Eccleston.

También ha habido numerosas adaptaciones teatrales de The Borrowers.